# Wolcottia pedalis
Wolcottia pedalis là một loài bọ cánh cứng trong họ Cleridae. Loài này được LeConte miêu tả khoa học năm 1866.